# Miguel Caneo
Miguel Eduardo Caneo (General Roca, 17 agosto 1983) è un allenatore di calcio ed ex calciatore argentino, di ruolo centrocampista.

## Caratteristiche tecniche
È un trequartista.

## Palmarès

### Competizioni internazionali
- Coppa Libertadores: 1

Boca Juniors: 2003

### Competizioni nazionali
- Campionato argentino: 1

Boca Juniors: 2003 (A)
- Campionato cileno: 1

Colo-Colo: 2006 (C)
- Campionato colombiano: 1

Boyacá Chicó: 2008 (A)